# Amarant (chemia)
Amarant, E123 – organiczny związek chemiczny z grupy barwników azowych. Syntetyczny, nieziarnisty, ciemnoczerwony spożywczy barwnik smołowy, zakazany w niektórych krajach. Ma dobrą wytrzymałość na wysoką temperaturę i światło. Jest stabilny do temperatury 120 °C.
Dopuszczalne dzienne spożycie wynosi 0,5 mg/kg ciała.

## Zastosowanie
Najczęściej stosuje się go w postaci soli trójsodowej, która dobrze rozpuszcza się w roztworach wodnych. Wykorzystuje się go głównie do produkcji kosmetyków (np. szminek, róży kosmetycznych). Choć barwnik ten wycofywany jest z użycia w produktach spożywczych, to nadal można go znaleźć m.in. w: ciastach i galaretkach w proszku, płatkach śniadaniowych, bezalkoholowych i niskoprocentowych napojach alkoholowych, kawiorze i przetworach z czarnej porzeczki.

## Zagrożenia
Amarant może powodować typowe dla barwników azowych działania niepożądane. Poza tym może być przyczyną nieżytu nosa, a także wpływać na płodność, wątrobę i nerki. Spożywany przez kobiety w ciąży może wywoływać u dziecka wady wrodzone.
W „Tabeli dodatków i składników chemicznych” B. Stathama wskazana jest jako czynnik rakotwórczy i teratogenny, natomiast wg kryteriów IARC związek ten nie jest prawdopodobnym, możliwym ani potwierdzonym czynnikiem rakotwórczym dla ludzi.